# Svádění (film)
Svádění (v anglickém originále Pretty Persuasion) je americká filmová komedie z roku 2005. Režisérem filmu je Marcos Siega. Hlavní role ve filmu ztvárnili Evan Rachel Woodová, James Woods, Ron Livingston, Elisabeth Harnois a Adi Schnall. Snímek měl světovou premiéru na filmovém festivalu Sundance dne 22. leden 2005.

## Obsazení
| Evan Rachel Woodová | Kimberly Joyce |
| James Woods         | Hank Joyce     |
| Ron Livingston      | Percy Anderson |
| Elisabeth Harnois   | Brittany       |
| Adi Schnall         | Randa          |
| Stark Sands         | Troy           |
| Jane Krakowski      | Emily Klein    |
| Michael Hitchcock   | Charley Meyer  |
| Jaime King          | Kathy Joyce    |
| Josh Zuckerman      | Josh Horowitz  |
| Selma Blairová      | Grace Anderson |
| Octavia Spencerová  | žena           |